# Doença de Bright

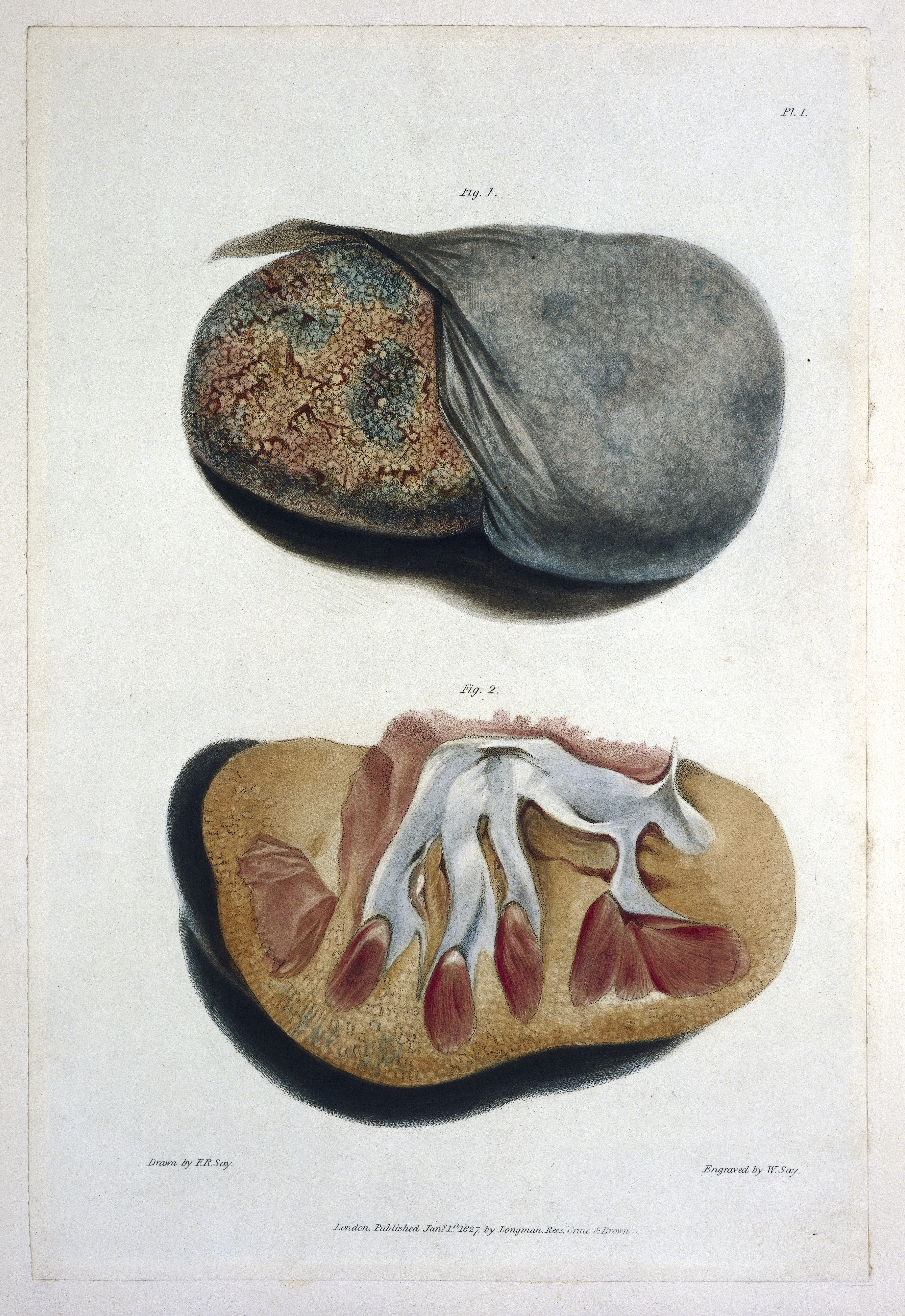
A inflamação nos rins, que é, nefrite, e um rim saudável do livro Reports of Medical Cases Longman, London (1827–1831) a Richard Bright. Wellcome Library, London.

A doença de Bright é um termo antigo que já não é usado nos nossos dias, mas que enaltece o médico e cientista que a estudou e descreveu pela primeira vez, Richard Bright. Atualmente a nomenclatura insuficiência renal crónica (IRC) é utilizada para esta enfermidade. Bright estudava em autópsia, no Guy's Hospital em Londres, os efeitos deletérios da doença hipertensiva juntamente com Thomas Addison e Thomas Hodgkin. Realmente a insuficiência renal crónica é uma consequência da hipertensão grave e prolongada.
Porém outras patologias podem ter como estado terminal a insuficiência renal crónica.
Se as duas causas principais são a hipertensão arterial e a diabetes, numerosas causas estão na origem da IRC. A intoxicação por metais pesados como o cádmio, ou por medicamentos nefrotóxicos entre os quais se contam a quinina (como efeito secundário do tratamento do paludismo). A nefrotoxicidade medicamentosa compromete o funcionamento dos tubulos renais ou ainda provocando uma nefrite intersticial crónica com necrose das papilas renais.